# Arena 1 (San Miguel)
Arena 1 es el principal espacio para eventos en Lima, ubicado en la Costa Verde de San Miguel. Es considerado uno de los principales espacios para espectáculos en la capital. Cuenta con una estructura modular de origen portugués, de la marca IRMARFER, diseñada para albergar diversos tipos de eventos, como conciertos, actividades corporativas y espectáculos de entretenimiento. Con una capacidad de 23 900 personas, a 20 minutos del Aeropuerto de Lima. 

## Historia
Arena 1 fue resultado de la cooperación entre la Municipalidad de San Miguel y la empresa Arena 1, con el objetivo de dotar a la ciudad de un espacio para la realización de espectáculos artísticos musicales, convenciones debido a la latente demanda mercado peruano de conciertos, la cual no contaba con espacios propiamente para esas funciones.
El recinto inició sus operaciones en marcha blanca el sábado 23 de octubre de 2021 con Barrio Sunset, un festival internacional de música urbana que contó con la participación de artistas como Trébol Clan y Lenny Tavárez, entre otros
Sin embargo, fue recién el 4 de mayo de 2022 cuando abrió oficialmente sus puertas, marcando un hito con su evento más importante hasta la fecha: la presentación de la legendaria banda de hard rock Kiss, como parte de su gira End of the Road World Tour.
Tras tres años de operaciones, el recinto se posicionó en el séptimo lugar del ranking de arenas en América Latina, según el informe de Pollstar 2025.

## Eventos
| Año  | Artista                                     | Gira/evento                                   | Fecha                                | Tipo             |
| ---- | ------------------------------------------- | --------------------------------------------- | ------------------------------------ | ---------------- |
| 2021 | Trébol Clan Lenny Tavárez                   | Barrio Sunset                                 | 23 de octubre                        | Festival         |
| 2021 | Ráfaga Lucía de la Cruz                     | Te pone Fest                                  | 30 de octubre                        | Festival         |
| 2021 | Miki González Bareto                        | Gorilla Amarillo                              | 4 de diciembre                       | Concierto        |
| 2021 | Mar de Copas                                | Mar de Copas                                  | 17 de diciembre                      | Concierto        |
| 2022 | -                                           | Verano Fest                                   | 26 de febrero                        | Festival         |
| 2022 | -                                           | Filo - Pescadores del Pacífico                | 12 y 13 de marzo                     | Feria            |
| 2022 | R.K.M. & Ken-Y                              | R.K.M. & Ken-Y                                | 2 de abril                           | Concierto        |
| 2022 | Kiss                                        | End of the Road World Tour                    | 4 de mayo                            | Concierto        |
| 2022 | The Kooks                                   | Inside In / Inside Out 15th Anniversary Tour  | 24 de mayo                           | Concierto        |
| 2022 | Karol G                                     | Bichota Tour                                  | 4 y 5 de junio                       | Concierto        |
| 2022 | Bacilos                                     | Toca Madera Tour                              | 2 de julio                           | Concierto        |
| 2022 | -                                           | Comic Con Latam                               | Del 26 al 31 de julio                | Feria            |
| 2022 | -                                           | ExpoVino 2022                                 | Del 22 al 24 de septiembre           | Feria            |
| 2022 | -                                           | OktoberFest                                   | Del 27 al 31 de octubre              | Feria            |
| 2022 | Alexander Abreu Maykel Blanco Mayito Rivera | Festival de Salsa                             | 12 de noviembre                      | Festival         |
| 2022 | Arctic Monkeys Interpol                     | The Car Tour                                  | 15 de noviembre                      | Concierto        |
| 2022 | Morat                                       | Si Ayer Fuera Hoy World Tour                  | 29 y 30 de noviembre 01 de diciembre | Concierto        |
| 2022 | David Guetta                                | New Year's Eve 2022                           | 31 de diciembre                      | Concierto        |
| 2023 | -                                           | Lima Major 2023                               | 1 al 5 de marzo                      | Convención Gamer |
| 2023 | Camilo                                      | De adentro pa' fuera                          | 15 de marzo                          | Concierto        |
| 2023 | Feid                                        | Ferxxo Nitro Jam Tour                         | 30 de marzo                          | Concierto        |
| 2023 | -                                           | Peru Comic Con                                | 27 de abril al 01 de mayo            | Feria            |
| 2023 | Axe Bahia                                   | Axe Bahia - 20 años                           | 6 y 7 de mayo                        | Concierto        |
| 2023 | Gloria Trevi                                | Isla Divina Tour                              | 19 de mayo                           | Concierto        |
| 2023 | Carlos Vives                                | Tour de los 30                                | 28 de mayo                           | Concierto        |
| 2023 | Kimberly Loaiza                             | Kimberly Loayza y JD                          | 3 de junio                           | Concierto        |
| 2023 | Fabio Zambrana Azul Azul                    | Disney 100 Sinfónico                          | 24 y 25 de junio                     | Show Infantil    |
| 2023 | NCT Dream                                   | NCT Dream Tour 'The Dream Show 2: In A Dream' | 8 de julio                           | Concierto        |
| 2023 | Lucero y Mijares                            | ¡Hasta Que Se Nos Hizo!                       | 22 de julio                          | Concierto        |
| 2023 | Fito Páez                                   | 30 años después del amor                      | 30 de septiembre                     | Concierto        |
| 2023 | Babasónicos                                 | Babasónicos                                   | 20 de octubre                        | Concierto        |
| 2023 | -                                           | Oktoberfest 2023                              | Del 26 al 30 de octubre              | Feria            |
| 2023 | Pica Pica                                   | Fiesta Party                                  | 25 y 26 de noviembre                 | Show Infantil    |
| 2023 | The Hives Airbag Metric                     | Indie Rock Fest                               | 25 de noviembre                      | Festival         |
| 2023 | Quevedo                                     | DQETOUR                                       | 28 de noviembre                      | Concierto        |
| 2024 | Laura Pausini                               | Laura Pausini World Tour                      | 6 de marzo                           | Concierto        |
| 2024 | -                                           | Nexo Inmobiliario                             | 14 de abril                          | Feria            |
| 2024 | Megadeth                                    | Crush the World                               | 6 de abril                           | Concierto        |
| 2024 | -                                           | Presidante                                    | 30 de abril                          | Convención       |
| 2024 | Ana Gabriel                                 | 50 aniversario Un deseo más                   | 4 de mayo                            | Concierto        |
| 2024 | Louis Tomlinson                             | Faith in the Future World Tour                | 26 de mayo                           | Concierto        |
| 2024 | Rawayana                                    | ¿Quién trae las cornetas? World Tour          | 28 de junio                          | Concierto        |
| 2024 | -                                           | Cirque Du Soleil Messi 10                     | 7 de agosto                          | Circo            |
| 2024 | Virus Amén Afrodisiaco                      | Oxigeno Live Sessions                         | 29 de agosto                         | Feria            |
| 2024 | -                                           | Peruanazo Fest                                | 30 de agosto                         | Festival         |
| 2024 | Cris MJ                                     | Cris MJ                                       | 14 de septiembre                     | Concierto        |
| 2024 | Maria Becerra                               | Maria Becerra Tour 2024                       | 26 de septiembre                     | Concierto        |
| 2024 | Wos                                         | DESCARTABLE Tour                              | 4 de octubre                         | Concierto        |
| 2024 | -                                           | Oktoberfest 2024                              | 25 de octubre                        | Feria            |
| 2024 | Travis                                      | Raze the Bar Tour                             | 13 de noviembre                      | Concierto        |
| 2024 | Keane                                       | South America Tour 2024                       | 21 de noviembre                      | Concierto        |
| 2024 | Kimberly Loaiza                             | La Despedida Tour                             | 23 de noviembre                      | Concierto        |
| 2024 | Lenny Kravitz                               | Blue Electric Light Tour                      | 8 de diciembre                       | Concierto        |
| 2025 | Camila                                      | Vive el Amor                                  | 14 de febrero                        | Concierto        |
| 2025 | -                                           | Café para Todos                               | 1 de marzo                           | Feria            |
| 2025 | Roberto Carlos                              | Roberto Carlos en Lima                        | 3 de marzo                           | Concierto        |
| 2025 | Chino y Nacho                               | Eternos Tour 2025                             | 6 de marzo                           | Concierto        |
| 2025 | -                                           | Nexo Inmobiliario                             | 13 de marzo                          | Feria            |
| 2025 | Foster the People                           | Paradise State of Mind Tour                   | 18 de marzo                          | Concierto        |
| 2025 | vHwanh In Yeop                              | In Love Fan Meeting                           | 21 de marzo                          | Fan Meeting      |
| 2025 | vOne Ok Rock                                | Latin America Tour 2025                       | 16 de abril                          | Concierto        |
| 2025 | vAndrés Calamaro                            | Agenda 1999 Tour                              | 25 de abril                          | Concierto        |
| 2025 | -                                           | Expo Mecánica 2025                            | 16 de abril                          | Feria            |
| 2025 | Ádammo                                      | La Última Vez                                 | 31 de mayo                           | Concierto        |
| 2025 | Fede Vigevani                               | El Mundo de Fede Vigevani                     | 28 de junio                          | Entretenimiento  |
| 2025 | Hermanos Yaipén Rio Son Tentación           | Festival Voces por la Alimentación            | 9 de agosto                          | Festival         |
| 2025 | George Harris                               | El Pueblo de Uno                              | 17 de agosto                         | Comedia          |
| 2025 | UB40 featuring Ali Campbell Tierra Sur      | UB40 featuring Ali Campbell                   | 11 de septiembre                     | Concierto        |
| 2025 | Prince Royce                                | Eterno Tour                                   | 1 de octubre                         | Concierto        |
| 2025 | Marco Antonio Solís                         | Más Cerca de Ti World Tour                    | 07 de noviembre                      | Concierto        |
| 2025 | Emmanuel                                    | Emmanuel en Lima                              | 08 de noviembre                      | Concierto        |
| 2025 | Morrissey                                   | Morrissey en Lima                             | 20 de noviembre                      | Concierto        |